# Orquesta de Cámara de Chile
La Orquesta de Cámara de Chile es una orquesta de cámara dependiente del Ministerio de las Culturas, las Artes y el Patrimonio de Chile. Tiene como misión acercar la música de conciertos a todos los ciudadanos, difundiendo el patrimonio musical chileno y realizando presentaciones en todo el país.
Fue creada por el Ministerio de Educación como Orquesta Sinfónica de Profesores en los años 1940. En el año 1982 fue reestructurada por Fernando Rosas y en 1991 adquirió su nombre actual.